# 9e division d'infanterie (Allemagne)
Pour les articles homonymes, voir 9e division.
La  9e division d'infanterie   (9. Infanterie-Division) est une des divisions d'infanterie de l'armée allemande (Wehrmacht) durant la Seconde Guerre mondiale.

## Histoire
La division est formée le 1er octobre 1934 à Giessen sous le nom de code Infanterieführer V. Après le dévoilement au grand jour du programme de réarmement de l'Allemagne, la division prend le nom de 9. Infanterie-Division, le 15 octobre 1935.
En août 1944, la division est détruite dans le sud de l'Ukraine et est formellement dissoute le 9 octobre suivant. Les restes de la division sont fondus avec la Schattendivision Dennewitz pour former la 9. Volksgrenadier-Division, après s'être brièvement appelée 584. Volksgrenadier-Division. La 9e division des grenadiers du peuple combat dans l'Eifel en avril 1945. Elle se rend aux forces de l'armée américaine.

## Composition

### 1eroctobre 1934 - 9 octobre 1944
9. Infanterie-Division
- 36e régiment d'infanterie (Infanterie-Regiment)
- 57e régiment d'infanterie
- 116e régiment d'infanterie
- Unités divisionnaires (9)

### 13 octobre 1944 - avril 1945
9. Volksgrenadier-Division
- 36e régiment de grenadiers (Grenadier-Regiment)
- 57e régiment de grenadiers
- 116e régiment de grenadiers
- Unités divisionnaires (9)

## Commandants
- Generalmajor Erich Lüdke, 15 juin 1935 - 7 mars 1936
- Generalleutnant Erwin Oßwald, 7 mars 1936 - 1er décembre 1938
- Generalleutnant Georg von Apell, 1er décembre 1938 - 31 juillet 1940
- Generalleutnant Erwin Vierow 1er août 1940 - 31 décembre 1940
- Generalleutnant Siegmund Freiherr von Schleinitz, 1er janvier 1941 - 19 août 1943
- Generalleutnant Friedrich Hofmann, 20 août 1943 - mai 1944
- Oberst Otto-Hermann Brücker, mai 1944
- Generalleutnant Friedrich Hofmann, mai 1944 - 16 juin 1944
- Generalmajor Werner Gebb, 16 juin 1944 - 1er novembre 1944
- Generalmajor Werner Kolb, 1er novembre 1944 - mai 1945

## Théâtres d'opérations
- Mai - juin 1940 : Bataille de France
- 1944 : Secteur Ukraine Sud
- Avril 1945 : Eifel